# Chiesa di Sant'Agostino (Cesena)
La chiesa di Sant'Agostino è un edificio di culto cattolico situato in via Scevola Riceputi, nel centro storico di Cesena.

## Storia e descrizione

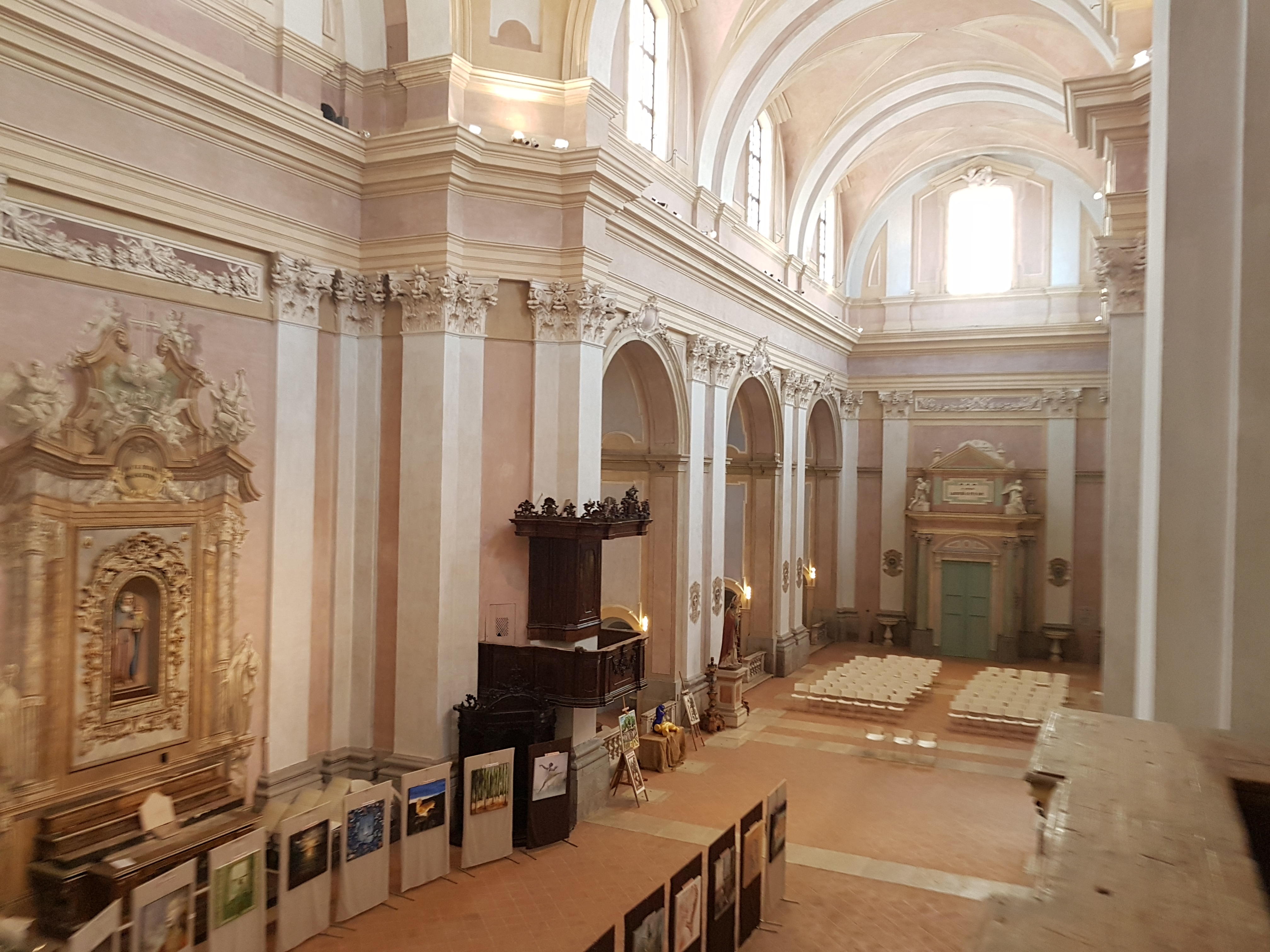
L'interno con la controfacciata

Già convento dei frati osservanti, fu ceduto alla fine del XV secolo, per volere di Violante Malatesta, ai frati agostiniani che intrapresero una vasta opera di ristrutturazione e di decorazione della chiesa e del convento.
La chiesa fu completata intorno al 1520 e all'epoca conservava al suo interno numerosi dipinti di grande valore andati per lo più dispersi durante l'occupazione napoleonica, tranne la Disputa sull'Immacolata Concezione di Girolamo Genga, commissionata per l'alatre maggiore nel 1513 e terminata nel 1518, oggi alla Pinacoteca di Brera.
L'aspetto attuale della chiesa risale a 1748: la facciata su disegno di Luigi Vanvitelli rimasta incompiuta, priva dei previsti rivestimenti marmorei; l'interno a pianta basilicale, ha un'unica navata con tre cappelle per lato, che conservano opere e dipinti di notevole interesse quali: l'Immacolata Concezione, san Giacomo e sant'Erasmo (1670) di Cristoforo Serra, la Strage degli innocenti (1627) di Giovan Battista Razzani, e i Santi Sebastiano, Cristoforo e Rocco, Sante martiri, i tre santi agostiniani e la Fede di Giuseppe Milani, terminate nel 1771.